# El viento (cuento de Ray Bradbury)
El viento (título original en inglés: The Wind) es un relato corto del escritor estadounidense Ray Bradbury. Fue publicado en Weird Tales en marzo de 1943 y apareció también en las antologías Dark Carnival (1947) y The October Country (1955).

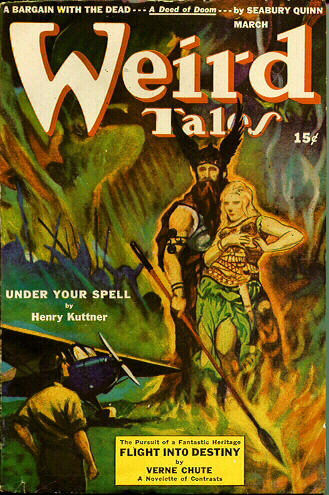
Portada de Weird Tales de marzo de 1943, donde aparece publicado The Wind

## Argumento
Herb Thompson recibe una llamada telefónica de su amigo Allin pidiéndole ayuda. Según él, un viento acecha su casa para apoderarse de él, un escritor de libros de viaje que, desde que estuvo en el Himalaya, en el Valle de los Vientos, se ve acosado por ellos. La esposa de Herb se burla de su marido por creer las "locuras" de Allin.

## Adaptación televisiva
El propio Bradbury adaptó el cuento para la serie televisiva The Ray Bradbury Theater. El episodio titulado The Wind se emitió el 28 de julio de 1989. Está interpretado por Michael Sarrazin, Ray Henwood y Vivienne Labone.